# José Ruiz de Larramendi
José Ruiz de Larramendi y Sarriegui (Irurzun, 5 de mayo de 1820-Barcelona, 2 de mayo de 1881) fue un militar español.

## Biografía
Nació en la localidad navarra de Irurzun, hijo de Eugenio Ruiz de Larramendi y de su esposa Francisca Ignacia de Sarriegui.

### Primera guerra carlista
Durante la primera guerra carlista, a los 14 años de edad, ingresó en clase de cadete en el 6.º. Batallón de Navarra, del cual era comandante su padre, y combatió por los derechos de Carlos María Isidro.
Del 1834 al 1839 hizo la guerra en el norte, y cuando el Convenio de Vergara emigró al extranjero, habiendo recibido el bautismo de sangre en las jornadas del Carrascal.

### Expedición a Roma
Más tarde se adhirió al Convenio, tomando parte en la expedición a Italia al mando del general Córdoba.

### Guerra de África
Participó también en la guerra de África, en la que se distinguió de tan notable manera, que fue honrado sobre el campo de batalla por el general O'Donell con el empleo de 2.º. Comandante, por haber asaltado un fuerte enemigo «al frente de un puñado de héroes».
Tomó parte en los combates del 12, 13, 19, 22, 25, 27 y 30 de diciembre; en la batalla de los Castillejos, el día 1 de enero de 1860; el 4 en las alturas de la Condesa, el 6 en las lagunas al pie del Monte Negrón, que le valió el grado de Teniente-Coronel, en la batalla de Tetuán donde se le concedió otro grado de Teniente-Coronel, que permutó con la cruz de San Fernando, en la de Wad-Ras, etc. También ganó la Medalla de África y el título de Benemérito de la Patria, retirándose del servicio militar en el año 1866.

### Trabajos de conspiración
Tranquilamente vivía en Barcelona cuando llegó el revolución de 1868. El 6 de enero de 1869 se presentó en París a Don Carlos, ofreciéndole su espada y sus servicios a Don Carlos, quien le nombró brigadier y comandante general de los carlistas de la provincia de Barcelona.
En la intentona carlista de 1868 trató de apoderarse del Castillo de Montjuich, en connivencia con varios jefes y oficiales. Todo aquello fracasó y después de haber logrado Larramendi escapar milagrosamente de manos de los carabineros, se vio obligado a emigrar a Francia.

### Tercera guerra carlista
Cuando en 1872 tuvo lugar el nuevo levantamiento carlista en Cataluña, fue agraciado por Don Carlos con el empleo de Mariscal de Campo y encargado de la parte militar de la Junta Suprema de Cataluña, cargo que desempeñó hasta diciembre del mismo año, en que se le ordenó salir a campaña, lo que efectuó con el título de jefe de E.M.G. del Ejército de Cataluña.
Logró en poco tiempo realizar por su cuenta y secundar empresas calificadas de heroicas, encontrándose en los ataques de Ripoll, Berga e Igualada y en la acción de Alpens en julio de 1873, siendo nombrado después de esta última Ayudante de Campo del Infante Don Alfonso.
Larramendi pidió el pase para las Provincias Vascongadas, y sólo le fue otorgado a vueltas de repetidas instancias, como testimonia la siguiente carta por la que el Infante le concedía la autorización solicitada:

Comandancia General de Cataluña.

Mi querido Larramendi: mis muchas ocupaciones me han impedido contestar antes de ahora a la comunicación que me dirijiste dándome cuenta de hallarte irrevocablemente decidido a dejar el puesto de jefe de E.M.G. de este ejército.
Haciéndome cargo de las razones que aduces y comprendiendo la fuerza de los motivos que expones, te acepto, aunque con vivo sentimiento, la dimisión que me presentas, esperando, sin embargo, que te servirá de satisfacción el saber que quedo altamente complacido del celo y lealtad de que has dado tan relevantes pruebas, durante el tiempo que has permanecido al frente de mi E.M.
Yo por mi parte celebro con el alma que ya que las circunstancias te han alejado de mi lado, no se haya visto la Causa que defendemos privada un solo momento de tus servicios; siendo, por el contrario, llamado a consultarlos cerca del Rey mi augusto hermano.
Reiterándome mis expresivos recuerdos, se repite tuyo afectísimo,
Alfonso de Borbón y Austria. 
Cuartel General de Prats de Llusanés, 26 de Julio de 1873.

Nombrado comandante general de la provincia de Álava, logró en poco tiempo reanimar el abatido espíritu de aquellos voluntarios, que revisó Carlos de Alsasua, quien, según Francisco de Paula Oller, «quedó sorprendido de la pericia y notables conocimientos militares que denotaba en Larramendi el brillantísimo estado de organización a que había hecho llegar aquella división». Con ésta y de acuerdo con Lizárraga —dice un biógrafo del general Larramedi— atacó a Loma, que estaba en Vergara, concurrió al bloqueo de Tolosa al frente de 10 batallones; dirigió la acción de Oyón, de acuerdo con Ollo pasó a Estella, y gracias al buen espíritu militar que supo inculcar a los batallones de Álava por él creados, aquellos bisoños soldados combatieron firme y disciplinadamente en los montes de Mañeru contra la división de Moriones.
Seguidamente tomó parte con su división en la batalla de Montejurra, y habiendo sido nombrado además comandante general en la Rioja, se ocupó en el desarrollo y organización de aquellas fuerzas.
En febrero de 1874 fue a ocupar posiciones en la línea de Somorrostro, sosteniendo diversas acciones de guerra y siendo agraciado con la cruz del Mérito Militar. Continuó en sus posiciones y sostuvo un brillante combate, rechazando al ejército enemigo que en número de 8 o 10.000 hombres le atacó en sus posiciones de Areta.
Más tarde, y después de varios combates, asistió a la batalla de Abárzuza al frente d ellos batallones alaveses y algunos castellanos, y fue agraciado con la gran cruz de Isabel la Católica.
Fue nombrado después director general de Administración Militar, y al ser suprimida esta Dirección, pasó a vocal del Consejo supremo de la Guerra.

### Exilio y reconocimiento
Casualmente, desde que el general Larramendi fue separado del mando de sus fuerzas, la guerra entró en decadencia hasta su terminación. Larramendi se refugió en Francia, y más tarde, por orden expresa de su rey, volvió a Barcelona, donde falleció en 1881.
Don Carlos supo apreciar sus servicios premiándolos con los más merecidos empleos y distinguidas condecoraciones, y honrando su memoria después de muerto con la siguiente carta dirigida a su viuda:

A la Viuda del General Larramendi.

Paris, Passy, Abril 18 de 1881.
He experimentado gran pesar al tener noticias del fallecimiento de tu marido por la carta que me dirigiste con fecha 3 del corriente.
Comprendo perfectamente tu dolor, porque era modelo de padres de familia como lo era también de consecuencia y de lealtad.
Jamás podré olvidar la inquebrantable firmeza de sus principios políticos ni su abnegación y valor en los campos de batalla.
Tú has perdido un esposo excelente, y yo un soldado de gran mérito militar.
Recibe mi más sentido pésame y creéme siempre.
Tu afectísimo,
Carlos.

A las órdenes del general Larramendi militaron sus dos hijos Laureano y Evaristo, defendiendo la causa tradicionalista.